# María Laura Mederos
María Laura Mederos Mariño, auch bekannt als Gigi bzw. Gigistar, (* 7. Juni 1990 im Distrito Capital) ist ein venezolanisches Model.

## Leben
Nachdem eine Agentur auf sie aufmerksam geworden war und ihre Mutter dazu überredet hatte, ihrer minderjährigen Tochter die Erlaubnis für eine Modeltätigkeit zu erteilen, knüpfte María Laura Mederos bereits 2003 Kontakte zur Modewelt. Bald wurde sie für Modefotos gebucht und erhielt auch Aufträge von der Werbung. Schließlich spezialisierte sie sich auf Bikini- bzw. Bademoden.
2006 eröffnete die 1,69 Meter große María Laura Mederos ihre eigene Website, die sie unter dem Signum „Gigistar“ betreibt. Seitdem trat sie in Videos als auch bei Fotoshootings an der Seite anderer bekannter venezolanischer Models wie Karla López, Karla Osuna und Ruth Medina auf. Im Rahmen eines öffentlichen Shootings stellte sie sich im Oktober 2008 nahe Caracas ihren Fans vor.
Anders als ihre Kollegin López verzichtet sie auf Teilakt-Aufnahmen – nicht zuletzt deshalb, weil die öffentlichen Reaktionen auf López’ Oben-ohne-Fotos im stark katholisch geprägten Venezuela auf zum Teil heftige Kritik stießen. Angesprochen auf ihre (für venezolanische Verhältnisse) dennoch erheblich sexualisierende Wirkung ihrer bisherigen Fotostrecken nahm María Laura Mederos in einem im Mai 2009 abgedruckten Interview des Magazins Urbe Bikini unter anderem auch dazu Stellung, von ihren überwiegend männlichen Fans als Sexsymbol angesehen zu werden: „Ich betrachte mich als ein exhibitionistisches, egozentrisches, sinnliches und sehr auffälliges Mädchen…“
Seit Anfang 2010 arbeitet sie auch als creative director bei Foto-Modesessions. Seit 2013 werden sie und die nunmehr als Nany Tovar auftretende López von Xene producciones vertreten und vermarktet.

## Privates
Maria Laura Mederos Mariño war bereits in jungen Jahren verheiratet, die Ehe der noch minderjährigen Caraceña mit dem volljährigen Jorge Elortegui wurde im November 2006 geschieden. Sie hat einen älteren Bruder namens Richard.